# Raúl de la Torre
Raúl de la Torre (Zárate, 19 febbraio 1938 – Buenos Aires, 19 marzo 2010) è stato un regista e sceneggiatore argentino.

## Biografia
Formatosi professionalmente presso il Colegio Nacional di La Plata, frequentò la Scuola Nazionale di Belle Arti e l'Accademia Superiore di Arti Visive, entrambe a Buenos Aires.
Fu considerato uno dei più importanti registi di spot pubblicitari, collaborando con diverse agenzie nazionali e internazionali; tra i suoi lavori ci furono documentari industriali per le multinazionali Italimpianti e Renault.
Sceneggiò o fu co-autore di tutti i suoi film, il primo dei quali fu Juan Lamaglia y Sra. (1970). Con quest'opera vinse il Condor d'argento al miglior regista e quello alla migliore sceneggiatura originale, nonché il premio della giuria al Festival internazionale del cinema di Mar del Plata e ottenne la candidatura all'Espiga de Oro alla Semana Internacional de Cine de Valladolid.
Diresse dodici lungometraggi, partecipando a oltre venti festival cinematografici internazionali. Con Voglia di libertà fu candidato alla Palma d'oro al Festival di Cannes 1986.
Occasionalmente lavorò anche per prodotti televisivi e fu autore di alcune musiche dei suoi film.
Fu presidente dell'associazione dei produttori cinematografici indipendenti dell'Argentina tra il 1976 e il 1979 e tra il 1983 e il 1985. Diresse inoltre il Fondo Nazionale per le Arti tra il 1992 e il 1996 e fu membro del consiglio di amministrazione dell'associazione degli autori e produttori argentini tra il 1997 e il 1999.
Venne nominato tra le "cinque migliori figure nella storia del cinema argentino" dalla Fondazione Konex.
Tra le sue relazioni sentimentali si ricordano quella con l'attrice Graciela Borges, sua interprete feticcio, nonché quella con Andrea del Boca, ventisette anni più giovane di lui.
Raúl de la Torre morì nel 2010, all'età di settantadue anni, in seguito ad uno scompenso cardiorespiratorio.

## Filmografia

### Cinema
- Players vs. ángeles caídos - co-direzione (1969)
- Juan Lamaglia y Sra. (1970)
- Crónica de una señora (1971)
- Heroína (1972)
- La revolución (1973)
- Sola (1976)
- El infierno tan temido (1980)
- Pubis angelical (1982)
- Voglia di libertà (Pobre mariposa) (1986)
- Color escondido (1988)
- Funes, un gran amor (1993)
- Peperina (1995)

## Riconoscimenti
- Festival di Cannes
  - 1986 – Candidatura alla Palma d'oro per Voglia di libertà

- Huelva Latin American Film Festival
  - 1986 – Golden Colon per Voglia di libertà

- Semana Internacional de Cine de Valladolid
  - 1970 – Candidatura all'Espiga de Oro al miglior film per Juan Lamaglia y Sra.

- Festival internazionale del cinema di Mar del Plata
  - 1970 – Candidatura al miglior film per Juan Lamaglia y Sra.
  - 1970 – Premio speciale della giuria per Juan Lamaglia y Sra.

- Festival del Cinema di Bogotà
  - 1987 – Círculo Precolombino d'oro al miglior film sudamericano per Voglia di libertà

- Condor d'argento
  - 1971 – Migliore sceneggiatura originale per Juan Lamaglia y Sra.
  - 1981 – Migliore sceneggiatura adattata per El infierno tan temido
  - 1981 – Miglior regista per El infierno tan temido

- Premio Konex
  - 1981 – Premio alla carriera